# Phacelophrynium sapiense
Phacelophrynium sapiense là một loài thực vật có hoa trong họ Marantaceae. Loài này được Clausager, Mood & Borchs. mô tả khoa học đầu tiên năm 2006.